# Brümmerloh
Brümmerloh ist ein Dorf etwa 1 km westlich von Varrel, Landkreis Diepholz. 
Ab 1871 zählte der Ort zur Gemeinde Dörrieloh. Seit 1974 ist Brümmerloh ein Teil von Varrel. In der evangelisch-lutherischen Kirche zählt der Ort zur Kirchengemeinde Varrel (St. Marien) im Kirchenkreis Grafschaft Diepholz; in der römisch-katholischen Kirche gehört der Ort zu Pfarrei Sulingen (Mariä Heimsuchung). Östlich des Ortes verläuft der Brümmerloher Bach. Der Betrieb Renzelmann bewirtschaftet 180 ha landwirtschaftlicher Nutzfläche.
In der Nachkriegszeit wurden im Ort Flüchtlinge aus dem Osten des Deutschen Reichs aufgenommen. Helmuth Reske beschreibt den Ort in dieser Zeit als „Dörfchen mit fünf Großbauern, acht Häuslingen und acht Flüchtlingsfamilien, insgesamt kaum 100 Einwohner.“